# Şeyh Hamdullah

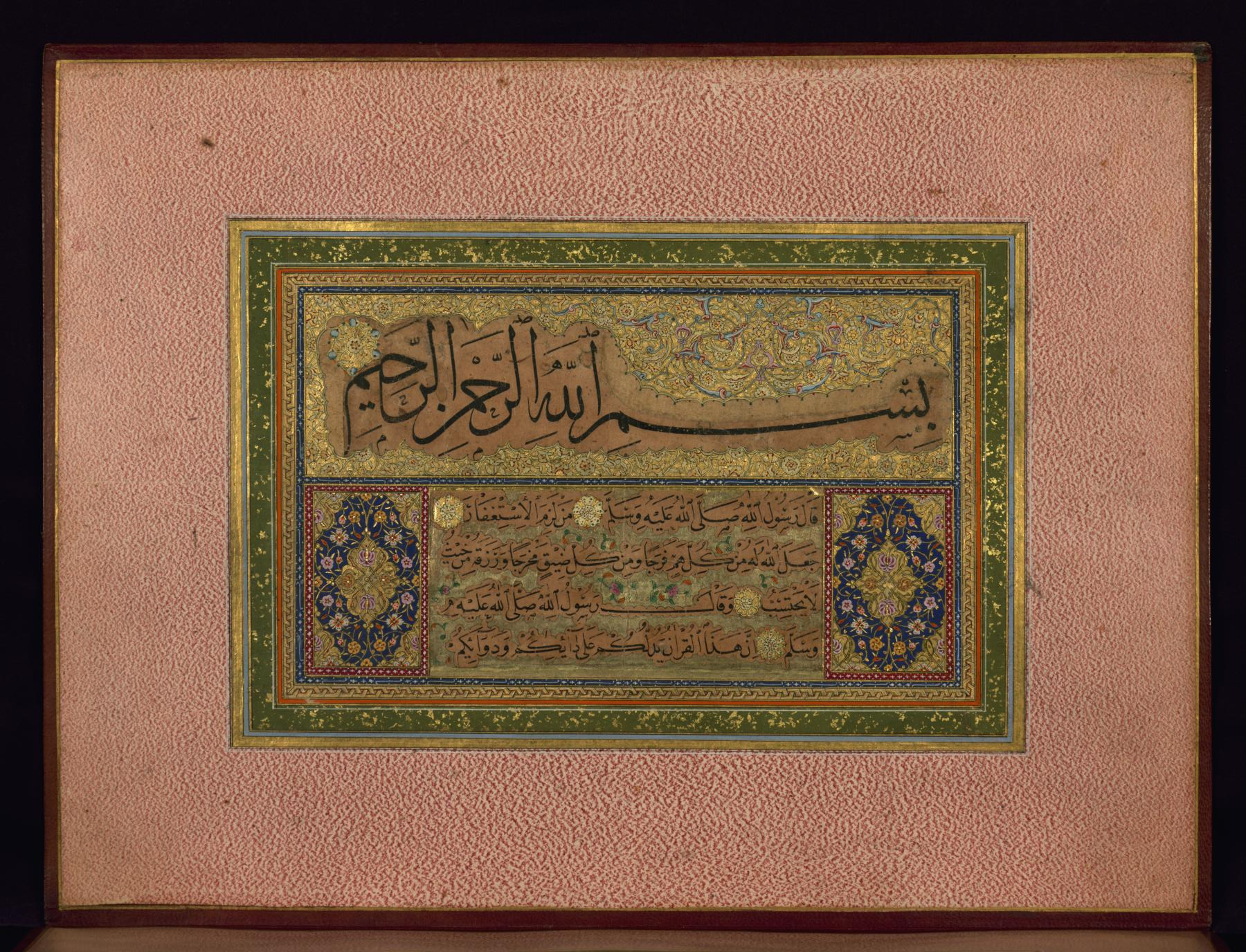
Şeyh Hamdullah, Auszüge aus dem Hadith, geschrieben in Naschī (kleinere Schrift) und Sülüs (größere Schrift)

Şeyh Hamdullah oder Hamdullah von Amasya (osmanisch حمد الله الأماسي Hamdullâh-ül Âmâsî, * 1429 in Amasya; † 1520 in Istanbul), war einer der frühesten und einflussreichsten osmanischen Kalligrafen. Zusammen mit seinem Schüler Hâfız Osman und dem späteren Ahmed Karahisari gilt er als einer der drei wichtigsten Kalligrafen der osmanischen Kultur.
Şeyh Hamdullah selbst signierte seine Werke mit İbni'ş Şeyh (Sohn des Scheichs) oder einfach mit Hamdullah; während seiner Zeit in Istanbul erhielt er den Ehrentitel kıblettü'l küttâb („Leitstern der Schreiber“).

## Leben
Hamdullah war der Sohn des Sühreverdi-Derwischs Mustafa Dede aus Buchara. Er wurde im nordanatolischen Amasya im Viertel Eslem Hatun geboren, erhielt religiöse und literarische Unterweisung von Hatib Kasım Efendi und studierte unter Hayreddin Mar'aşi Kalligrafie. Er gehörte dem Derwischorden der Zeyniye an. Er unterrichtete Sultan Bayezid II. während dessen Zeit als Gouverneur von Amasya in Kalligrafie und folgte ihm nach seiner Thronbesteigung nach Istanbul, wo er ein Mitglied des Hofes wurde. Nach Bayezids Tod fiel Hamdullah in Ungnade und zog sich in die Umgebung von Üsküdar aufs Land zurück. Als Süleyman I. 1520 den Thron bestieg, berief er Şeyh Hamdullah zurück an den Hof, um eine Koranabschrift anzufertigen, was dieser aufgrund seines Alters ablehnte. Er starb wenige Monate später. Viele seiner Verwandten waren ebenfalls Kalligrafen, die Dynastie kann bis ins 17. Jahrhundert nachgewiesen werden.

## Werke
Şeyh Hamdullah war ein enorm produktiver Schreiber, von ihm sind Koranabschriften, Schriftrollen, Alben, kalligrafische Alphabete (müfredat) und Gebetbücher erhalten. Er entwarf die monumentalen Inschriften der Qiblawand der Çelebi-Sultan-Mehmed-Moschee (eingeweiht 1502), der Firuz-Ağa-Moschee in der Nähe des ehemaligen Hippodroms sowie für die Tekke des Emirs Buhari, eines Scheichs des Zeyniye-Ordens, dem Hamdullah selbst angehörte.
Er war berühmt für seine Meisterschaft in den sechs kanonischen Schriftarten der islamischen Kalligrafie, besonders für seine Arbeiten in der Sülüs- und Naschī-Schrift.